# Tượng rồng Wawel
Tượng rồng Wawel (tiếng Ba Lan: Pomnik Smoka Wawelskiego) là một tượng đài dưới chân đồi Wawel ở Kraków, Ba Lan, trước cửa Hang của rồng Wawel, minh họa hình ảnh Rồng Wawel huyền thoại.

## Huyền thoại
Rồng Wawel (tiếng Ba Lan: Smok Wawelski) là một con rồng nổi tiếng trong thần thoại Ba Lan sống trong một hang động dưới chân đồi Wawel bên bờ sông Vistula. Một trong nhiều câu chuyện phổ biến về con rồng diễn ra ở Kraków dưới thời vua Krakus, người sáng lập huyền thoại của thành phố. Trong truyền thuyết, con rồng gây kinh hoàng cho dân làng địa phương bằng cách phá hủy nhà cửa và ăn thịt con gái nhỏ của họ. Mong muốn giải quyết vấn đề, Vua Krakus hứa sẽ trao tay con gái Wanda cho bất kỳ người đàn ông dũng cảm nào có thể đánh bại con rồng. Một con rắn hổ mang tên Skuba nhận thử thách và nhét một con cừu bằng lưu huỳnh cho rồng ăn. Skuba để lại con cừu gần hang rồng và con rồng ấy bất đắc dĩ nuốt chửng mồi. Ngay sau đó, cơn khát của con rồng không thể chịu đựng nổi và nó uống quá nhiều nước từ sông Vistula đến nỗi nó phát nổ với khối lượng không thể kiểm soát được. Vua Krakus sau đó kết hôn với con gái Wanda của mình với Skuba chiến thắng. </ref name="Cracow"/>. Trong phiên bản cổ nhất, thế kỷ 12 của câu chuyện này, được viết bởi Wincenty Kadłubek,  con rồng đã bị đánh bại bởi hai con trai của một vị vua Krak, Krakus II và Lech II.

## Bức tượng
Bức tượng được thiết kế bởi nhà điêu khắc Ba Lan Bronisław Chromy và hoàn thành vào năm 1969; </ref name="Galeria Autorska Bronisława Chromego"/> nó đã được đặt ở vị trí hiện tại vào năm 1972, </ref name="official"/></ref name="Marcinek2002"/> </ref name="pl"/>. Bielowicz lưu ý rằng bức tượng được làm vào năm 1969 nhưng không được công bố tại vị trí hiện tại cho đến năm 1972. </ref name="infoarchitekta"/> Bức tượng được làm bằng đồng </ref name="Heine1987"/>và đứng trên một tảng đá vôi lớn. </ref name="pl"/>  Nó có chiều cao là 6 mét (20 ft).

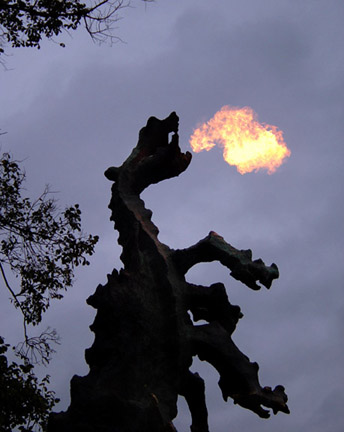
Bức tượng thở ra lửa

Một số thiết kế ban đầu cho bức tượng bao gồm một đài phun nước truyền thống. Một biến thể sau đó đề xuất rằng nó nên bị nhấn chìm một phần trong dòng sông Vistula gần đó, nhưng điều này đã bị từ chối. Cuối cùng, bức tượng được thiết kế để thở ra lửa; nó cũng được hiện đại hóa gần đây để hơi thở lửa có thể được kích hoạt bằng tin nhắn văn bản SMS (bức tượng có thể làm như vậy trong khoảng thời gian tối thiểu 15 giây). Dịch vụ này rất phổ biến và đã nhận được ít nhất 2.500 yêu cầu trong một ngày. Ngọn lửa sử dụng khí đốt tự nhiên làm nhiên liệu. Trong trường hợp không có bất kỳ tin nhắn văn bản nào, hơi thở lửa xảy ra trong khoảng năm phút.
Bức tượng đã được mô tả là một yếu tố "truyền thống" của cảnh quan Kraków hiện đại, và là một điểm thu hút khách du lịch lớn của thành phố, đặc biệt là cho trẻ em.